# Stazione di Potenza Macchia Romana
La stazione di Potenza Macchia Romana è la fermata ferroviaria a servizio dell'omonimo quartiere, dell'Ospedale San Carlo e dell'Università degli Studi, nella città di Potenza. La stazione è sotto la gestione di RFI e fermano anche i treni della FAL grazie alla presenza del doppio scartamento in quel tratto di binari.

## Strutture e impianti
La fermata dispone di un fabbricato viaggiatori, che ospita la banchina e la pensilina.
È dotata di un binario passante a doppio scartamento utilizzato per il servizio viaggiatori.

## Movimento
Nella fermata fermano tutti i treni per Altamura, Bari, Foggia e quelli del servizio metropolitano di Potenza.

## Servizi
- Biglietteria automatica
- Parcheggio

### Interscambi
- Stazione ferroviaria metropolitana
- Fermata autobus urbani
- Terminal bus Extraurbani